# التوحيد الكوري

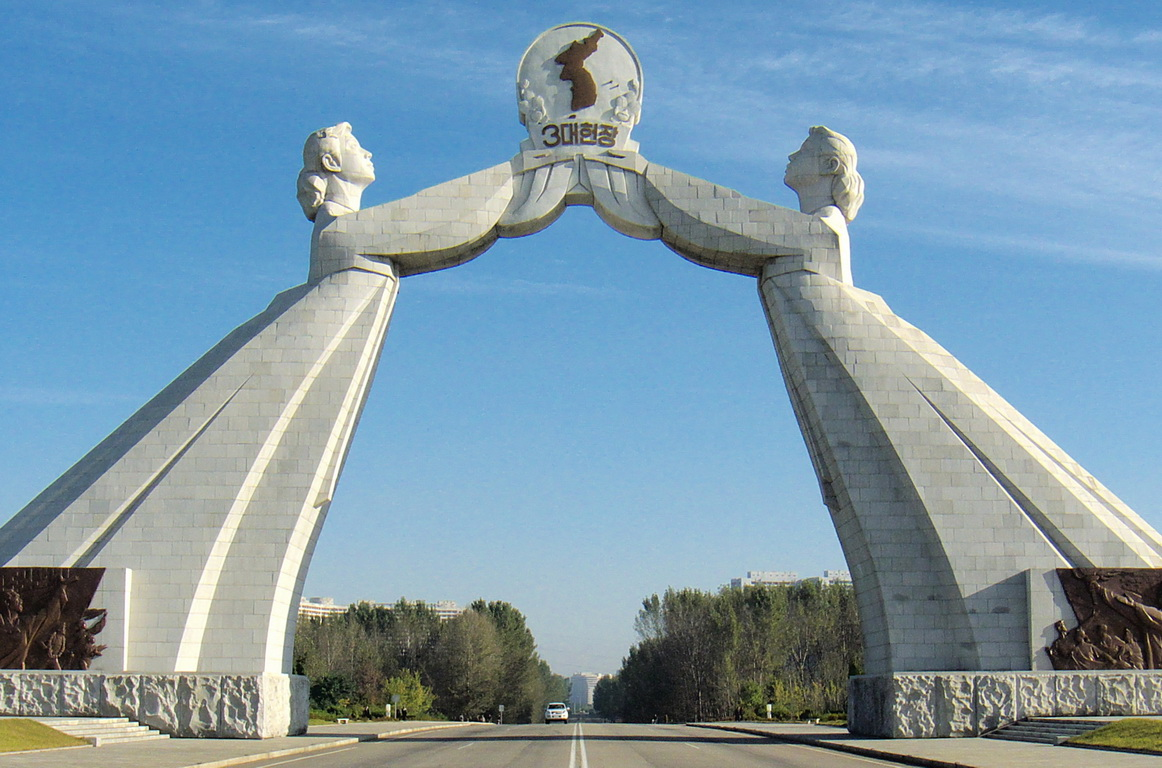
قوس التوحيد في العاصمة الشمالية بيونغيانغ، القوس على طريق تونجل الذي يقود مرتاديه مباشرة إلى قرية الهدنة الكورية بان مون جوم.

يشير مصطلح إعادة الوحدة الكورية إلى احتمال إعادة توحيد كوريا الشمالية وكوريا الجنوبية في دولة كورية واحدة مستقلة. بدأت عملية إعادة الوحدة بالإعلان المشترك بين الشمال والجنوب في 15 يونيو 2000، وأكد عليه إعلان بانمونجوم للسلام والازدهار وتوحيد شبه الجزيرة الكورية في أبريل 2018. في إعلان بانمونجوم، وافقت البلدان على العمل من أجل إعادة الوحدة لكوريا بشكل سلمي في المستقبل، والبيان المشترك لرئيس الولايات المتحدة الأمريكية دونالد ترامب، ورئيس كوريا الشمالية كيم جونغ أون في قمة سنغافورة في يونيو 2018.
قبل الحرب العالمية الأولى وضم كوريا لليابان، كانت كوريا موحدة كدولة واحدة لعدة قرون، كانت تعرف سابقًا باسم سلالتي (أو بالأحرى مملكتي) غوريو وجوسون، وآخر دولة موحدة هي الإمبراطورية الكورية. بعد الحرب العالمية الثانية ومع بدء الحرب الباردة، قُسمت كوريا إلى بلدين على طول خط العرض 38 (المعروفة الآن باسم المنطقة الكورية المنزوعة السلاح). كانت كوريا الشمالية تحت إدارة الاتحاد السوفيتي في السنوات التي تلت الحرب مباشرة، بينما كانت كوريا الجنوبية تُدار من قبل الولايات المتحدة الأمريكية. في عام 1950، غزت كوريا الشمالية كوريا الجنوبية، مما أشعل فتيل الحرب الكورية، التي انتهت في طريق مسدود في عام 1953. منذ نهاية الحرب الكورية، أصبحت إعادة الوحدة أكثر صعوبة، إذ نمت الدولتان بشكل متباعد عن بعضمها البعض بشكل متزايد بخطى ثابتة. ومع ذلك، في أواخر عام 2010، تحسنت العلاقات بين كوريا الشمالية وكوريا الجنوبية إلى حد ما، بدءًا بمشاركة كوريا الشمالية في الألعاب الأولمبية الشتوية 2018 في محافظة بيونغتشانغ، مقاطعة جانجوون، كوريا الجنوبية. في عام 2019، اقترح رئيس كوريا الجنوبية مون جاي-إن إعادة توحيد الدولتين المنقسمتين في شبه الجزيرة الكورية بحلول عام 2045.

## التقسيم
التقسيم الحالي لشبه الجزيرة الكورية هو نتيجة لقرارات اتخذت في نهاية الحرب العالمية الثانية. في 1910، قامت إمبراطورية اليابان بضم كوريا، وحكمتها حتى هزيمتها في الحرب العالمية الثانية. وقع اتفاق الاستقلال الكوري رسميًا في 1 ديسمبر 1943، عندما وقعت الولايات المتحدة وبريطانيا العظمى والصين اتفاق مؤتمر القاهرة، والذي نص على «القوى الثلاثة السابق ذكرها، وهي تتذكر استعباد شعب كوريا، مصممة على أن تصبح كوريا مستقلة وحرة». في 1945، وضعت الأمم المتحدة خططًا لإدارة لكوريا.
جرى الاتفاق على تقسيم شبه الجزيرة إلى منطقتي احتلال عسكريتين - يدير المنطقة الشمالية الاتحاد السوفيتي وتدير الولايات المتحدة المنطقة الجنوبية. وفي منتصف ليل 10 أغسطس 1945، اختار ضابطان برتبة مقدم خط العرض 38 خطًا فاصلًا بين المنطقتين. الجنود اليابانيون شمال الخط كان عليهم  الاستسلام للاتحاد السوفيتي وفي جنوبه يستسلم هؤلاء للولايات المتحدة. لم يكن مقصودًا أن يكون هذا التقسيم دائمًا، إلا أن سياسات الحرب الباردة أدت إلى إنشاء حكومتين منفصلتين في المنطقتين في 1948 وتصاعدت التوترات التي منعت التعاون. وانتهت أحلام الكوريين بتوحيد سلمي بنشوب الحرب الكورية في 1950. في يونيو 1950، أقدمت كوريا الشمالية الحرب على غزو كوريا الجنوبية، مع تشجيع ماو تسي تونغ للمواجهة مع الولايات المتحدة ودعم جوزيف ستالين المتردد للغزو. وبعد ثلاث سنوات من القتال الذي تورطت فيه الكوريتان والصين وقوات الأمم المتحدة بقيادة أمريكا، انتهت الحرب باتفاق هدنة على نفس الحدود السابقة تقريبًا. لم توقع الكوريتان معاهدة سلام أبدًا، وهو ما يعني أنهما ما زالا رسميًا في حالة حرب.

## بعد الحرب الكورية
على الرغم من كونهما الآن كيانين منفصلين سياسيًا، أعلنت حكومتا كوريا الشمالية والجنوبية أن هدفهما هو إعادة إحياء كوريا في نهاية المطاف كدولة واحدة موحدة. بعد «صدمة نيكسون» التي حدثت في عام 1971 والتي أدت إلى انفراجٍ في العلاقات الدولية بين الولايات المتحدة الأمريكية والصين، أصدرت حكومتا كوريا الشمالية وكوريا الجنوبية في عام 1972 «البيان المشترك 7.4 بين كوريا الجنوبية وكوريا الشمالية»، وقيل فيه أن ممثلًا من كل حكومة قام بزيارة عاصمة الجانب الآخر سرًا، وأن كلا الجانبين وافقا على البيان الرسمي المشترك بين الشمال والجنوب، والذي يحدد الخطوط العريضة للخطوات الواجب اتخاذها من أجل تحقيق إعادة الوحدة بشكل سلمي للبلاد:
1. يجب تحقيق الوحدة من خلال الجهود الكورية المستقلة دون التعرض لاستغلال التدخل الخارجي.
2. يجب تحقيق الوحدة بالوسائل السلمية وليس باستخدام القوة تجاه الطرف الآخر.
3. كشعبين متماثلين، يجب البحث عن وحدة وطنية كبيرة قبل كل شيء، متجاوزةً الاختلاف في الأفكار، والأيديولوجيات، والأنظمة.
4. من أجل تخفيف التوترات، وتهيئة جو من الثقة المتبادلة بين الجنوب والشمال، اتفق الجانبان على عدم الهجوم أو التشهير بالطرف الآخر، وعدم القيام باستفزازات مسلحة سواء على نطاق واسع أو صغير، واتخاذ تدابير إيجابية لمنع الحوادث العسكرية غير المقصودة.
5. اتفق الطرفان، من أجل استعادة العلاقات الوطنية المقطوعة، وتعزيز التفاهم المتبادل، وتسريع الوحدة السلمية المستقلة، على إجراء تبادلات مختلفة في العديد من المجالات مثل الثقافة والعلوم.
6. اتفق الجانبان على التعاون بشكل إيجابي مع بعضهما البعض سعيًا لتحقيق النجاح المبكر لمحادثات الصليب الأحمر بين الشمال والجنوب، والتي تجري الآن بتطلعات شديدة من الشعب بأكمله.
7. اتفق الطرفان، من أجل منع اندلاع حوادث عسكرية غير متوقعة، والتعامل المباشر، والسريع، والدقيق مع المشكلات التي قد تنشأ بين الشمال والجنوب، على تركيب خط هاتفي مباشر بين سيول وبيونغ يانغ.
8. اتفق الطرفان، من أجل تنفيذ البنود المذكورة أعلاه، لحل مختلف المشاكل القائمة بين الشمال والجنوب، وتسوية مشكلة الوحدة على أساس المبادئ المتفق عليها لتوحيد الوطن، على تكوين وتشغيل لجنة تنسيقية بين الشمال والجنوب يرأسها المدير يي هوراك [ممثلًا عن الجنوب]، والمدير كيم يونغ جو [ممثلًا عن الشمال].
9. يتعهد الجانبان، اللذان يمتلكان اقتناعًا راسخًا بأن البنود المذكورة أعلاه والمتفق عليها تتوافق مع التطلعات المشتركة للشعب بأسره، الذي يتوق لرؤية وحدة مبكرة للوطن، بأنهم سيقومون بموجب هذا الالتزام الرسمي أمام الشعب الكوري بأسره بتنفيذ هذه البنود المتفق عليها بأمانة.[7]

حدد الاتفاق الخطوات الواجب اتخاذها لتحقيق إعادة الوحدة بشكل سلمي للبلاد. ومع ذلك، حُلت اللجنة التنسيقية بين الشمال والجنوب في العام التالي بعد عدم إحراز أي تقدم نحو تنفيذ الاتفاق. في يناير 1989، قام تشونغ جو جونغ مؤسس هيونداي بجولة في كوريا الشمالية، وروج للسياحة في جبل كومجانج. بعد توقف دام اثني عشر عامًا، التقى رئيسا وزراء الكوريتين في سول في سبتمبر عام 1990، للمشاركة في مؤتمرات القمة بين الكوريتين أو المحادثات رفيعة المستوى. في ديسمبر، توصل البلدان إلى اتفاق بشأن قضايا المصالحة، وعدم الاعتداء، والتعاون، والتبادل بين الشمال والجنوب في «اتفاقية المصالحة وعدم الاعتداء والتعاون والتبادل بين الشمال والجنوب»، لكن انهارت هذه المحادثات بسبب التفتيش على المنشآت النووية. في عام 1994، بعد زيارة الرئيس الأمريكي السابق جيمي كارتر لبيونج يانج، وافق زعيما الكوريتين على الاجتماع مع بعضهما البعض، ولكن مُنع الاجتماع بوفاة كيم إيل سونغ في يوليو.
في يونيو 2000، وقعت كوريا الشمالية وكوريا الجنوبية إعلان 15 يونيو المشترك بين الشمال والجنوب، والذي تعهد فيه الجانبان بالسعي إلى إعادة الوحدة السلمي:
1. اتفق الشمال والجنوب على حل مسألة إعادة توحيد البلاد بشكل مستقل من خلال الجهود المتضافرة للأمة الكورية المسؤولة عنها.
2. اتفق الشمال والجنوب، بإدراكهما أن الاتحاد ضعيف المستوى الذي اقترحه الشمال، ونظام الكومنولث الذي اقترحه الجنوب لإعادة توحيد البلاد متشابهين، على العمل معًا من أجل إعادة الوحدة بهذه الطريقة في المستقبل.
3. اتفق الشمال والجنوب على حل القضايا الإنسانية (مثل المجاعة في كوريا الشمالية) في أقرب وقت ممكن، تضمن هذا تبادل المجموعات الزائرة من العائلات والأقارب المنفصلين عن ذويهم، وقضية السجناء غير المحولين الذين أمضوا فترة طويلة، وذلك في 15 أغسطس من هذا العام.
4. اتفق الشمال والجنوب على تعزيز التنمية المتوازنة للاقتصاد الوطني من خلال التعاون الاقتصادي وبناء الثقة المتبادلة، من خلال تفعيل التعاون والتبادل في جميع المجالات: الاجتماعية، والثقافية، والرياضية، والصحة العامة، والبيئية، وما إلى ذلك.
5. اتفق الشمال والجنوب على إجراء مفاوضات مباشرة بين السلطتين في أقرب وقت ممكن لتنفيذ النقاط المتفق عليها المذكورة أعلاه في أسرع وقت ممكن.

شارك فريق كوري موحد في احتفالات افتتاح أولمبياد 2000 و2004 و2006، لكن الفريقين الوطنيين الكوري الشمالي والجنوبي تنافسا بشكل منفصل. كانت هناك خطط لفريق موحد حقًا في الألعاب الأولمبية الصيفية لعام 2008، لكن لم يتمكن البلدان من الاتفاق على تفاصيل تنفيذها. في بطولة العالم 1991 لكرة الطاولة في تشيبا، اليابان، شكل البلدان فريقًا موحدًا. تنافس فريق موحد لهوكي الجليد النسائي تحت رمز منفصل من اللجنة الأوليمبية الدولية في دورة الألعاب الأولمبية الشتوية 2018؛ كان هناك فريق كوري شمالي منفصل، وفريق كوري جنوبي منفصل في جميع الرياضات الأخرى.
اقترح الأستاذ السابق في جامعة إينها الأستاذ شيبرد إيفرسون إنشاء صندوق استثمار لإعادة التوحيد بقيمة 175 مليار دولار بهدف رشوة مسؤولي النخبة على رأس التسلسل الهرمي في جمهورية كوريا الشعبية الديمقراطية لضمان طريقة دبلوماسية لحل الصراع الكوري من خلال إجراء تغيير النظام. في الاقتراح، سيتم دفع مبلغ يصل إلى 23.3 مليار دولار إجمالاً لعائلات هؤلاء المسؤولين النخبة الذين يمارسون السلطة في بيونغ يانغ، بينما أشار إلى أن العائلات العشر الأولى ستحصل على 30 مليون دولار لكل منها، وأكبر ألف ستحصل العائلات على 5 ملايين دولار. مبلغ آخر قدره 121.8 مليار دولار سيذهب إلى عامة السكان في البلاد لبدء حياتهم مرة أخرى بعد إعادة التوحيد، ومن المتصور أن يتم جمع عائدات الصندوق من المجموعات الخاصة وأباطرة الأعمال.

### إعلان الرابع من أكتوبر
وافق كلا الجانبين خلال المحادثات رفيعة المستوى بين الكوريتين، التي عقدت في بيونغ يانغ عام 2007 بين كيم جون-إيل ورو مو هيون، على إعلان الرابع من أكتوبر لتحسين العلاقات بين الكوريتين بناء على إعلان 15 يونيو المشترك بينهما. النقاط الثمانية للإعلان التي تم توقيعها في الرابع من أكتوبر عام 2007 هي كالتالي:
1. «يجب أن يلتزم الشمال والجنوب حتمًا بإعلان 15 يونيو المشترك وبتنفيذه».
2. «وافق الشمال والجنوب على تحويل العلاقات بينهما بالتأكيد إلى علاقات احترام وثقة متبادلة، متجاوزين الاختلافات في الأيديولوجيا والنظام».
3. «وافق الشمال والجنوب على التعاون الوثيق بين بعضهما البعض في الجهود المبذولة لإنهاء العلاقات العسكرية العدائية وضمان الوفاق والسلام في شبه الجزيرة الكورية.
4. «بناءً على الاتفاق المشترك على الحاجة لإنهاء آلية الهدنة القائمة وبناء آلية سلام دائم، وافق الشمال والجنوب على التعاون مع بعضهما البعض في الجهود المبذولة للمضي قدمًا في القضية لترتيب اجتماع على أراضي شبه الجزيرة الكورية لرؤساء دول ثلاثة أو أربعة من الأطراف المعنية بشكل مباشر بمسألة إعلان نهاية للحرب.
5. «وافق الشمال والجنوب على تنشيط التعاون الاقتصادي وتحقيق التنمية المستدامة على أساس ضمان المصالح المشتركة والازدهار وتلبية احتياجات بعضهما البعض بهدف تحقيق التنمية المتوازنة للاقتصاد الوطني والازدهار المشترك.
6. «وافق الشمال والجنوب على تطوير التبادلات والتعاون في المجالات الثقافية والاجتماعية كالتاريخ، واللغة، والتعليم، والعلوم والتكنولوجيا، والثقافة والفنون، والرياضات لإضفاء التألق على التاريخ العريق والثقافة الجميلة للأمة.
7. «وافق الشمال والجنوب على المضي قدمًا في التعاون الإنساني.
8. «وافق الشمال والجنوب على تقوية التعاون على الساحة الدولية في الجهود المبذولة لحماية مصالح الأمة وحقوق ومصالح الكوريين في الخارج.

## تبعات التوحيد المحتمل
قد يكون لتوحيد الكوريتين أثر عظيم على توازن القوى في المنطقة؛ إذ تعد كوريا الجنوبية بالفعل قوة إقليمية. سيوفر التوحيد إمكانية الوصول إلى عمالة رخيصة وموارد طبيعية وافرة في الشمال، والتي إذا جمعت مع رأس المال والتقنية المتوفرين في الجنوب، يمكن خلق نمو عسكري واقتصادي ضخم. وتوقعت دراسة لجولدمان ساكس في عام 2009 أن اقتصاد كوريا الموحدة سيتجاوز الاقتصادين الفرنسي والألماني وربما الياباني بحلول 30 أو 40 عامًا، وذلك قياسًا علي قيمة الناتج القومي الإجمالي.